# Amen (Noemi)
Amen è un singolo della cantante italiana Noemi, pubblicato il 7 ottobre 2016 come quarto estratto dal quinto album in studio Cuore d'artista.
Il brano è stato scritto da Federica Abbate e Cheope.

## Tracce
1. Amen – 3:54

## Formazione
- Noemi - voce, cori
- Bernando Baglioni - chitarra acustica, chitarra elettrica
- Gabriele Greco - basso
- Marcello Surace - batteria
- Michele Papadia - pianoforte, organo Hammond